# Olympische Sommerspiele 2004/Teilnehmer (Sierra Leone)
| Gelbes Symbol für Goldmedaillen mit stilisierten Olympischen Ringen | Graues Symbol für Silbermedaillen mit stilisierten Olympischen Ringen | Braundes Symbol für Bronzemedaillen mit stilisierten Olympischen Ringen |
| ------------------------------------------------------------------- | --------------------------------------------------------------------- | ----------------------------------------------------------------------- |
| —                                                                   | —                                                                     | —                                                                       |

Sierra Leone nahm bei den Olympischen Spielen 2004 in der griechischen Hauptstadt Athen mit zwei Athleten, einer Frau und einem Mann, teil.
Seit 1968 war es die achte Teilnahme eines sierra-leonischen Teams bei Olympischen Sommerspielen.

## Teilnehmer nach Sportarten

### Leichtathletik
- Hawanatu Bangura
Frauen, 100 m: in der 1. Runde ausgeschieden (12,11 s)
- Lamin Tucker
Männer, 100 m: in der 1. Runde ausgeschieden (10,72 s)